# Nikola Žižić
Nikola Žižić (Podgorica, Montenegro, 11 de abril de 2000) es un jugador de baloncesto montenegrino. Juega de pívot y su actual equipo es el  FC Barcelona B de la liga LEB Oro de España.

## Carrera deportiva
Formado en la cantera del FC Barcelona B, formaría parte del equipo junior desde 2016 a 2018.
En la temporada 2018/19 forma parte del filial del  FC Barcelona B, que juega en LEB Oro.